# لاري فينش
لاري فينش (16 فبراير 1951 بممفيس في الولايات المتحدة - 2 أبريل 2011 بممفيس في الولايات المتحدة) (بالإنجليزية: Larry Finch)‏ هو مدرب كرة سلة ولاعب كرة سلة أمريكي في مركز هجوم خلفي. لعب مع Memphis Tigers ‏.

## وصلات خارجية
- لاري فينش على موقع سبورتس رفرنس (الإنجليزية)
- لاري فينش على موقع كلية كرة السلة في سبورتس رفرنس.كوم (الإنجليزية)
- لاري فينش على موقع ريلجم (الإنجليزية)
- لاري فينش على موقع بروبوليرز (الإنجليزية)
- لاري فينش على موقع كلية كرة السلة في سبورتس رفرنس.كوم (الإنجليزية)
- لاري فينش على موقع قاعة تينيسي للمشاهير الرياضية (الإنجليزية)